# Notholirion thomsonianum
Notholirion thomsonianum ist eine Art in der Gattung Notholirion aus der Familie der Liliengewächse (Liliaceae). Sie ist in Asien heimisch.

## Beschreibung
Die Pflanze wird bis 100 cm hoch und ist wie alle Arten der Gattung monokarp. Der Blütenstand ist eine Traube mit 10 bis 30 trichterförmigen, waagerecht abstehenden Blüten. Die blassviolette Blüte ist duftend. Die 5 bis 6,5 Zentimeter langen und 4 bis 6 Millimeter breiten Blütenhüllblätter weisen eine grüne, leicht nach außen aufgebogene Spitze auf.

## Verbreitung
Die Art ist heimisch vom nordwestlichen Himalaya bis ins östliche Afghanistan.

## Systematik und botanische Geschichte
Notholirion thomsonianum wurde 1839 von John Forbes Royle als Lilium thomsonianum erstbeschrieben, von ihm bereits 1840 jedoch in die Gattung Fritillaria gestellt. 1934 dann wurde sie von Otto Stapf der Gattung Notholirion zugeordnet.

## Nachweise
1. ↑  S. M. Walters, J. Cullen: The European garden flora: a manual for the identification of plants cultivated in Europe, both out-of-doors and under glass, Band 3, S. 207, 1989, ISBN 0521248590
2. ↑  A. H. Al-Khayat: A new record of the rare Notholirion koeiei Rech.f. (Liliaceae) from NE Iraq. In: Willdenowia 29, S. 155–158, 1999, ISSN 0511-9618, PDF Online
3. ↑  Otto Stapf et al.: Lilium, Notholirion and Fritillaria, In: Bulletin of Miscellaneous Information (Royal Gardens, Kew), Vol. 1934, No. 2, 1934, S. 95